# Зекович, Милян
Милян Зекович (черног. Миљан Зековић; 15 ноября 1925 или 15 ноября 1923, Никшич — 10 декабря 1993) — югославский футболист, игравший на позиции левого защитника.

## Клубная карьера
Профессиональную карьеру начал в клубе «Сутьеска». С 1948 по 1950 играл за столичный «Будучност». В 1951 подписал контракт с клубом «Црвена Звезда». За 10 сезонов за команду из Белграда в составе которого 6 раз становился национальным чемпионом и дважды обладателем национального кубка. Сезон 1962/1963 провёл в составе «Челика». Карьеру футболиста завершил в 1965 году, выступая за австрийский клуб «Грацер АК».

## Международная карьера
Дебют за национальную сборную Югославии состоялся 21 сентября 1952 года в товарищеском матче против сборной Австрии. Был включен на чемпионат мира 1954 в Швейцарии. Всего Зекович провёл за сборную провёл 13 матчей.

### Статистика за сборную
| Матчи Зековича за сборную Югославии | Матчи Зековича за сборную Югославии | Матчи Зековича за сборную Югославии | Матчи Зековича за сборную Югославии | Матчи Зековича за сборную Югославии | Матчи Зековича за сборную Югославии |
| №                                   | Дата                                | Оппонент                            | Счёт                                | Голы                                | Соревнование                        |
| ----------------------------------- | ----------------------------------- | ----------------------------------- | ----------------------------------- | ----------------------------------- | ----------------------------------- |
| 1                                   | 21 сентября 1952                    | Австрия                             | 4:2                                 | -                                   | Товарищеский матч                   |
| 2                                   | 8 ноября 1953                       | Израиль                             | 1:0                                 | -                                   | Квалификация на ЧМ 1954             |
| 3                                   | 28 марта 1954                       | Греция                              | 1:0                                 | -                                   | Квалификация на ЧМ 1954             |
| 4                                   | 22 сентября 1954                    | Уэльс                               | 3:1                                 | -                                   | Товарищеский матч                   |
| 5                                   | 26 сентября 1954                    | Саар                                | 5:1                                 | -                                   | Товарищеский матч                   |
| 6                                   | 3 октября 1954                      | Австрия                             | 2:2                                 | -                                   | Товарищеский матч                   |
| 7                                   | 17 октября 1954                     | Турция                              | 5:1                                 | -                                   | Товарищеский матч                   |
| 8                                   | 15 мая 1955                         | Шотландия                           | 2:2                                 | -                                   | Товарищеский матч                   |
| 9                                   | 26 июня 1955                        | Швейцария                           | 0:0                                 | -                                   | Кубок Герё                          |
| 10                                  | 25 сентября 1955                    | ФРГ                                 | 3:1                                 | -                                   | Товарищеский матч                   |
| 11                                  | 19 октября 1955                     | Ирландия                            | 4:1                                 | -                                   | Товарищеский матч                   |
| 12                                  | 30 октября 1955                     | Австрия                             | 1:2                                 | -                                   | Кубок Герё                          |
| 13                                  | 11 ноября 1955                      | Франция                             | 1:1                                 | -                                   | Товарищеский матч                   |

13 матчей: 8 побед, 4 ничьи, 1 поражение.